# Unicheck
Unicheck (ранее назывался Unplag.com) — онлайн-сервис поиска плагиата, который проверяет текстовые документы на наличие заимствованных частей текста из открытых источников в Интернете или внутренней базы документов пользователя. Сервис поддерживает .doc, .docx, .rtf, .txt, .odt, .html, .zip, .rar, .xls или .pdf форматы. В 2015 был назван Hot New Platform журналом Business.com.

## Использование
Сервис поиска плагиата Unicheck может применяться как для индивидуального пользования — студентами, журналистами, писателями, публицистами, учителями — так и для корпоративного использования в школах, колледжах, вузах.

### Индивидуальное
Для пользования сервисом требуется регистрация. Сервис работает онлайн и доступен на украинском, английском, немецком, испанском, турецком и французском языках.

### Корпоративное
Unicheck также имеет корпоративный пакет для вузов, колледжей и школ. Корпоративные пользователи могут использовать сервис поиска плагиата как в онлайн-режиме, так и интегрировать Unicheck в системы управления обучением — Moodle,Canvas, Blackboard, Sakai, Schoology — через плагин или API.

## История проекта
Unicheck был запущен в 2014 году для преподавателей и студентов. Сайт был запущен как онлайн-сервис поиска плагиата, в основе которого сложный алгоритм анализа текста, разработанный лингвистами, преподавателями и ИТ-специалистами. Система разбивает текст на отдельные фразы и ищет совпадения в режиме реального времени через Интернет или в документе из библиотеки пользователя, при этом распознавая подмену символов в тексте (способ обмана систем поиска плагиата — замена символов похожими символами из другого алфавита). Также Unicheck определяет цитаты и сноски, автоматически исключая их из отчета.
В 2015 году сервис стал облачным, в то же время оставляя возможность учебным заведениям интегрировать продукт в программное обеспечение на локальном уровне в системы управления обучением образовательного учреждения (LMS). В 2020 году компания Unicheck, созданная Phase One Karma, была приобретена Turnitin. Unicheck продолжит работать как отдельный сервис по борьбе с плагиатом.